# Fred Britton
Fred Britton (16 agosto 1932 – 12 settembre 2014) è stato un giocatore di curling canadese.

## Biografia
Vinse un'edizione dei campionati mondiali di curling nel 1964, edizione disputata a Calgary, Canada con Leo Hebert, Lyall Dagg e Barry Niamark.